# ريان دو ناسيمنتو راموس
ريان دو ناسيمنتو راموس هو لاعب كرة قدم برازيلي في مركز الوسط، ولد في 1 أبريل 1992 في ريو دي جانيرو في البرازيل. لعب مع نادي مادوريرا.

## وصلات خارجية
- ريان دو ناسيمنتو راموس على موقع قاعدة بيانات كرة القدم.إي يو (الإنجليزية)
- ريان دو ناسيمنتو راموس على موقع Soccerway.com (الإنجليزية)